# Nemipterus bathybius
Nemipterus bathybius är en fiskart som beskrevs av Snyder, 1911. Nemipterus bathybius ingår i släktet Nemipterus och familjen Nemipteridae. Inga underarter finns listade i Catalogue of Life.